# Conception Bay South
Conception Bay South ist eine Stadt (Town) auf der zur kanadischen Provinz Neufundland und Labrador gehörenden Insel Neufundland. Im Alltag wird ihr Name mit den drei Buchstaben CBS abgekürzt.
Conception Bay South befindet sich an der Südostküste der Conception Bay im Nordosten der Halbinsel Avalon im Norden von Neufundland. Der Ort liegt etwa 10 km südwestlich der Provinzhauptstadt St. John’s und gehört zu deren Ballungsraum. Die meisten der dort Wohnenden sind in den beiden nahe gelegenen Städten St. John’s und Mount Pearl berufstätig. In der Nähe liegt südlich auch die Gemeinde Holyrood. 
Die Stadt wurde 1973 als Zusammenschluss von neun Gemeinden gebildet: Topsail, Chamberlains, Manuels, Long Pond, Foxtrap, Kelligrews, Upper Gullies, Lawrence Pond und Seal Cove. 
Die Einwohnerzahl betrug beim Zensus 2016 26.199. Fünf Jahre zuvor waren es noch 24.848 Einwohner. Conception Bay South ist heute nach der Einwohnerzahl die zweitgrößte Gemeinde der Provinz. Die Gemeindegrenzen der Stadt stimmen in weiten Teilen auch mit den Grenzen des gleichnamigen Wahlbezirks Conception Bay South überein.